# Ludwig Barth zu Barthenau
Ludwig Barth zu Barthenau, né le 17 janvier 1839 à Rovereto et mort le 3 août 1890 à Vienne, est un chimiste autrichien.